# Saison 8 de Navarro
Chronologie
Saison 7 Saison 9
Cet article présente la liste des différents épisodes de la huitième saison de la série télévisée Navarro.

## Distribution[1]
- Roger Hanin (Antoine Navarro)
- Emmanuelle Boidron (Yolande Navarro)
- Maurice Vaudaux (Commissaire divisionnaire Waltz)
- Jacques Martial (Bain-Marie)
- Catherine Allegret (Ginou)
- Daniel Rialet (Inspecteur Joseph Blomet)
- Christian Rauth (Inspecteur René Auquelin)

## Épisodes

### Épisode 1
Catherine Allégret (Ginou)

Jean-Pierre Bouvier (Tony Roche)

Luc Lavandier (Robert Simon)

### Épisode 2
Philippe Bas (Sylvain Garcia)

Roger Souza (monsieur Garcia)

### Épisode 3
Paul Barge (Christophe Laclos)

Jean-Pierre Bisson (Strasser)

Pauline Larrieu (Stella)